# Francisco Purroy
Francisco José Purroy Iraizoz (Pamplona, Navarra, 21 de febrero de 1946), conocido como Pancho Purroy, es un doctor zoólogo español de reconocimiento internacional, catedrático, columnista, autor de diversos libros y conservacionista de la fauna.

## Biografía
Purroy llegó a ser biólogo Licenciado en 1968, y Doctor  en 1973 por la Universidad de Madrid en Ciencias Biológicas mediante una tesis doctoral dedicada a la avifauna pirenaica (distribución y ecología). A partir de entonces ha dirigido un total de 19 Tesis doctorales, mayoritariamente enfocadas en la ornitología, siendo por tanto experto en el estudio de comunidades aviares en ambientes forestales y agrícolas, así como en la historia natural de vertebrados amenazados, concretamente de la avutarda, el urogallo cantábrico (Tetrao urogallus cantabricus), el pico mediano, el oso pardo y leopardo del Atlas. También es experto en el manejo de especies cinegéticas sedentarias (como la perdiz roja, perdiz pardilla, corzo, jabalí y liebre ibérica) y migrantes (como la paloma torcaz y la becada). 
Purroy ejerció la docencia en la Universidad de León como Catedrático de Zoología en el Departamento de Biodiversidad y gestión ambiental de la Facultad de Ciencias Biológicas y Ambientales.
LLegó a ser presidente de la SEO/BirdLife durante 10 años (entre 1988 y 1998), siendo además miembro de su Junta Directiva durante al menos otros 15 años. Actualmente continúa en la organización como vocal. Es delegado español del International Bird Census Commitee (IBCC), organización internacional que coordina los censos de aves reproductoras en los países europeos.  
Además de investigador, Purroy es un activo y comprometido proteccionista que lucha por la conservación de las especies. Miembro de diversas organizaciones, como el Grupo Osos de la Unión Internacional para la Conservación de la Naturaleza (UICN), la Fundación Terra Natura, el Instituto de Zoología José de Acosta o la Asociación Navarra de Amigos de la Naturaleza. Purroy ha desarrollado proyectos de conservación de biodiversidad no sólo en España, sino también en Portugal, Francia, Italia, Polonia, Suecia, Estados Unidos, Canadá, Marruecos y Ecuador.
En 2006 recibió el Premio Francisco Bernis, máximo galardón que concede la Sociedad Española de Ornitología.
El Consejo de Ministro aprueba el 3 de mayo de 2013, a propuesta del Ministerio de Agricultura, Alimentación y Medio Ambiente, la concesión de la Gran Cruz de la Orden Civil del Mérito Medioambiental en reconocimiento a su contribución a la conservación del medio ambiente en España. Este galardón, creado en 2009, le fue entregado el  16 de mayo en un acto oficial presidido por el ministro Miguel Arias Cañete junto a los premiados con el Mérito Agrario, Pesquero y Alimentario.

## Obra
Libros
- 1971, Fauna. Francisco José Purroy Iráizoz. Diputación Foral de Navarra.
- 1974, Fauna navarra en peligro de extinción. Francisco J. Purroy Iraizoz. Ediciones y libros. ISBN 84-85112-20-2
- 1977, Pájaros de nuestros campos y bosques. Pedro Ceballos, F. Purroy. Inst. N. De la Naturaleza. ISBN 8484762556
- 1978, Fauna. Francisco J. Purroy. ISBN 842350378X
- 1981, Protección de la Fauna. F. Purroy. ISBN 8460024172
- 1982, Las Especies de Caza: Guía práctica para su identificación. F. Purroy/J. M. Varela. Incafo. ISBN 84-85389-33-6
- 1991, Pájaros de nuestros campos y bosques. Francisco J. Purroy; Pedro Ceballos. ICONA, ISBN 9788484762553
- 1991, Reconocimiento de sexo y edad en especies cinegéticas. Mario Sáenz de Buruaga, Antonio J. Lucio, Francisco J. Purroy. Gobierno Vasco, Diputación Foral de Álava. ISBN 84-7821-092-X
- 1991, Ecología del oso pardo en España. Anthony P. Clevenger, Francisco J. Purroy. Monografías del Museo Nacional de Ciencias Naturales. ISBN 978-84-00-07165-4
- 1992 La perdiz pardilla (Perdix perdix) en España. Antonio J. Lucio, Francisco J. Purroy, Mario Sáenz de Buruaga. ICONA. ISBN 84-8014-036-4
- 1997, Atlas de las Aves de España 1975-1995. Coordinador Francisco J. Purroy. Lynx Edicions ISBN 9788487334115
- 1997 Castilla y León, patrimonio artístico y natural. Francisco J. Purroy, Javier Rivera Blanco. Edilesa, ISBN 9788480121736
- 2001, Reconocimiento de sexo y edad en especies cinegéticas. Mario Sáenz de Buruaga, Antonio Lucio Calero, Francisco José Purroy Iraizoz. Edilesa, ISBN 978-84-8012-371-6
- 2001, Naturaleza en acción. José Luis Rodríguez. Luis Mateo Díez, Antonio Lucio Calero, Francisco José Purroy Iraizoz, Mario Sáenz de Buruaga, Joaquín Alegre. Edilesa. ISBN 978-84-8012-370-9
- 2003, Guía de los mamíferos de España: Península, Baleares y Canarias. F. Purroy, Juan M. Varela. Lynx Edicions. ISBN 9788487334979
- 2003, El desfiladero del cares: un recorrido por la “garganta divina”. Francisco José Purroy, Joaquín Alegre Alonso, Edilesa. ISBN 9788480120722
- 2004, Ríos de León : arquitectos del paisaje. Estanislao de Luis Calabuig (Coord.), Francisco José Purroy Iraizoz, Javier Arribas Rodríguez, Eduardo García Meléndez, Ángela Suárez Rodríguez. ISBN 978-84-8012-483-6
- 2004, Rapaces: alas y garras. José Luis Rodríguez, José María Merino, Mario Sáenz de Buruaga, Francisco José Purroy Iraizoz, Ángel Hernández Lázaro, Joaquín Alegre. Edilesa. ISBN 978-84-8012-443-0
- 2005, Pájaros de nuestros campos y bosques. Pedro Ceballos, Francisco J. Purroy. Mundi-Prensa, cop. ISBN 84-8476-255-6
- 2006, Patrimonio histórico y natural de Castilla y León. Francisco J. Purroy y Javier Rivera Blanco. ISBN 9788480125222
- 2007, El oso pardo. Un gigante acorralado. Anthony P. Clevenger ; Francisco J. Purroy. Edilesa. ISBN 978-84-8012-562-8
- 2010, El leopardo del atlas, salsero y otras andanzas. Edilesa. ISBN 978-84-8012-711-0

Artículos
- 1981, “Evolución estacional de las comunidades de aves en la isla de Cabrera (Baleares).” Estanislao de Luis Calabuig, Francisco José Purroy Iraizoz. Studia oecológica, N.º 1, 1, Págs. 181-224. ISSN 0211-4623
- 1984, “Avifaune nicheuse des monts cantabriques.” Francisco José Purroy Iraizoz, L. Costa. Montagnes d'Europe et d'Himalaya Occidental: Biocénoses d'Altitude 2. Claude Dendaletche (ed. lit.),  Págs. 341-351
- 1985, “Migración del Chorlito Carambolo (Charadrius morinellus) por España: revisión bibliográfica y observaciones en Castilla y León”. Lucio, A. y Francisco José Purroy. Ardeola, 32 (2): 400-404.
- 1987, “Situación actual de la avifauna cantábrica y medidas para su conservación.” Luis Costa, Francisco José Purroy Iraizoz. Estudios sobre la montaña: actas de las Jornadas de Estudio Sobre la Montaña. Riaño 1 al 4 de noviembre de 1984, Págs. 281-292
- 1988, “Demografía de los grandes mamíferos (jabalí, corzo, ciervo, lobo y oso) de la reserva nacional de caza de Riaño: análisis de la predación e incidencia en la ganadería”. A. P. Clevenger, Mario Sáenz de Buruaga Tomillo, Francisco José Purroy Iraizoz, Luis Costa. Biología ambiental : actas del Congreso de biología ambiental (II Congreso Mundial Vasco), Vol. 1, Págs. 375-388. ISBN 84-7585-146-0
- 1989, “Avifauna reproductora e invernante en abedulares de la montaña cantábrica.” L. Costa, Francisco José Purroy Iraizoz. Munibe Ciencias Naturales. Natur zientziak, N.º. 41-42, 1989-1990 , Págs. 101-105. ISSN-e 0214-7688
- 1989, “Conservación de espacios naturales en El Bierzo.” F. Purroy. Estudios bercianos, N.º. 11, Págs. 29-33. ISSN 0211-6863
- 1989, “Ecoethologie d'un ours cantabrique: Données obtenues sur trois années de radiopistage”. A. P. Clevenger, Francisco José Purroy Iraizoz, S. Saguillo. Biocenoses d'altitude 3: Montagnes d'Europe / coord. por Claude Dendaletche, Págs. 31-37.
- 1990, “Bosque y fauna de vertebrados terrestres en España.”A. P. Clevenger, F. Purroy y A. Álvarez. Ecología,  N.º Extra 1, Págs. 349-364. ISSN 0214-0896
- 1991, “Métodos de muestreo y censo en especies cinegéticas.” Francisco José Purroy Iraizoz. Manual de ordenación y gestión cinegética. Coord. por Eduardo José Alvarado Corrales, Juan F. Beltrán Galán, Juan Carranza Almansa, ISBN 84-604-0065-4, Págs. 181-196
- 1993, “Espacios naturales protegidos: luces y sombras.” F. Purroy. El campo: boletín de información agraria, N.º. 128, Págs. 43-50. ISSN 0212-2146
- 1997, “Estima numérica de las aves nidificantes en la España peninsular e Islas Baleares.” Francisco José Purroy Iraizoz, Alejandro Onrubia, José Luis Robles. Actas de las XII Jornadas Ornitológicas Españolas : Almerimar (El Ejido-Almería), 15 a 19 de septiembre, 1994, Págs. 207-217. ISBN 84-8108-138-8
- 1997, “Conservación de la naturaleza y caza.” Francisco José Purroy Iraizoz. I Congreso Internacional de Medio Ambiente y Veterinaria: ponencias y comunicaciones, Págs. 156-161. ISBN 8481070246
- 2003, “Los últimos leopardos del Atlas.” Juan Manuel Chuliá, Vicente Urios Moliner, Mohamed El Ayadi, Francisco José Purroy Iraizoz. Quercus, N.º 212, Págs. 38-43. ISSN 0212-0054
- 2006, "Dieta carroñera del oso pardo". F. Purroy/A. Hartasánchez/J. R. Magadán/D. Pando. Francisco José Purroy Iraizoz, Alfonso Hartasánchez, José Ramón Magadán, Doriana Pando. Quercus, N.º 246, Págs. 10-17. ISSN 0212-0054
- 2007, "Salsero, el oso de Riaño". Francisco José Purroy Iraizoz. Argutorio: revista de la Asociación Cultural "Monte Irago", Año 9, N.º. 19, Pág. 63. ISSN 1575-801X
- 2007, "El raro oso cantábrico". Francisco José Purroy Iraizoz. AmbioCiencias: revista de divulgación, N.º. 1, Págs. 29-34. ISSN 1988-3021